# Jaguarundi
A jaguarundi (Herpailurus yaguarondi) a ragadozók rendjébe, azon belül a macskafélék családjába tartozó faj.
Neve ellenére nem a jaguár, hanem a puma közeli rokona.

## Előfordulása
A faj igen változatos területeken fordul elő a sűrű esőerdőktől kezdve a bozótosokon és a pampákon át a mocsarakig bezárólag. A hegyvidéket kerüli, 2000 méteres tengerszint feletti magasság felett ritka. Elterjedési területe Argentína északi részétől egészen Mexikóig, illetve az Amerikai Egyesült Államok déli vidékéig (Texas) terjed. Floridában valószínűleg él egy elszökdösött házikedvencekből visszavadult populáció.

## Alfajok
- H. yaguarondi armeghinoi – Nyugat-Argentína
- H. yaguarondi cacomitli – Dél-Texas és Mexikó
- H. yaguarondi eyra – Brazília, Paraguay és Argentína
- H. yaguarondi fossata – Mexikó és Honduras
- H. yaguarondi melantho – Peru és Brazília
- H. yaguarondi panamensis – Nicaraguától Ecuadorig
- H. yaguarondi tolteca – Arizona és Mexikó
- H. yaguarondi yagouaroundi – Guyana és az Amazonas-medence

## Megjelenése
A jaguarundi talán a legkevésbé macskaszerű az összes macskaféle között. Rövid lábai, megnyúlt teste, ellaposodó pofája, valamint hosszú farka alapján inkább menyétfélére emlékeztet- ezért is hívják menyétmacskának. A fej és a test hossza 53 és 77 cm között van; az erős, izmos farok 31-52 cm hosszú. A házimacskáknál körülbelül kétszer nagyobb jaguarundi a vállnál közel 36 cm-es, és 3,5-7 kg súlyú, bár nagyobb, 9 kg körüli egyedekről is beszámoltak. Bundája egyszínű: szürkés vagy vöröses. Régebben a szürke és a vörös példányokat külön faj képviselőinek hitték. Egy almon belül mindkét színváltozatot megtalálhatjuk, de a szárazabb területeken élő jaguarundik általában világosabb színűek.

## Életmódja
Alapvetően magányosan éli életét, de párokban is vadászhat. Fogságban rendszeresen társas, és a hímek nem bántják utódaikat. A kapcsolattartásban változatos hangadása segíti, eddig 13 különféle hangjelzését jegyezték fel.
A jaguarundi hajnaltájt és szürkületkor aktív. Territóriumot tart fenn, de ez átfedheti más példányok területeit. A macskafélékre jellemző módon ez a faj is ragadozó életmódot folytat: elsősorban apró emlősöket, rágcsálókat, nyulakat, hüllőket, halakat, kétéltűeket és – a farmerek nagy bosszúságára – háziszárnyasokat fogyaszt. Ahhoz, hogy jóllakjon, naponta nagyjából negyvenszer kell zsákmányt ejtenie. Elsősorban a talajon vadászik, de kiválóan mászik fára, és a feljegyzések arról tanúskodnak, hogy úszóként is megállja a helyét.

## Szaporodása
A trópusokon élő jaguarundik szaporodása nem évszakhoz kötött, míg az északabbi vidékeken márciusban és augusztusban kerülhet sor a párosodásra. 70-75 napos vemhesség után a nőstények világra hozzák 1-4 kölyökből álló almukat. A kicsik eleinte foltosak, de színük hamarosan a felnőttekére kezd hasonlítani. 6 hétig szopnak, ezt követően állnak át szilárd táplálékra. Ivarérettségüket 24-36 hónaposan érik el. A fogságban tartott jaguarundik akár 15 évig is elélhetnek.

## Természetvédelmi helyzete
A jaguarundit nem elsősorban a kereskedelem veszélyezteti, bár szerepel a CITES II. függelékében, a 4 észak- és közép-amerikai alfaj pedig az I.-ben. A fajt elsősorban az emberi terjeszkedés és az élőhely pusztulása fenyegeti, bár a baromfiudvarokban okozott kár miatt is üldözik.
Régebben a jaguarundi kedvelt rágcsálóirtó háziállat volt Közép-Amerikában, tartása ma már nem jellemző. Állatkertekben is ritka. Jelenleg Magyarországon sem tartják sehol, korábban élt belőle egy pár a Fővárosi Állat- és Növénykertben.

## Képek

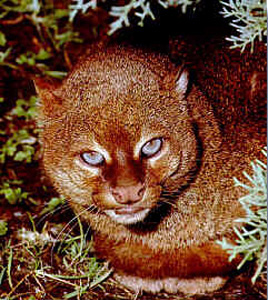
A Mexikó és Texas vidékén előforduló alfaj egy vörös bundájú példánya
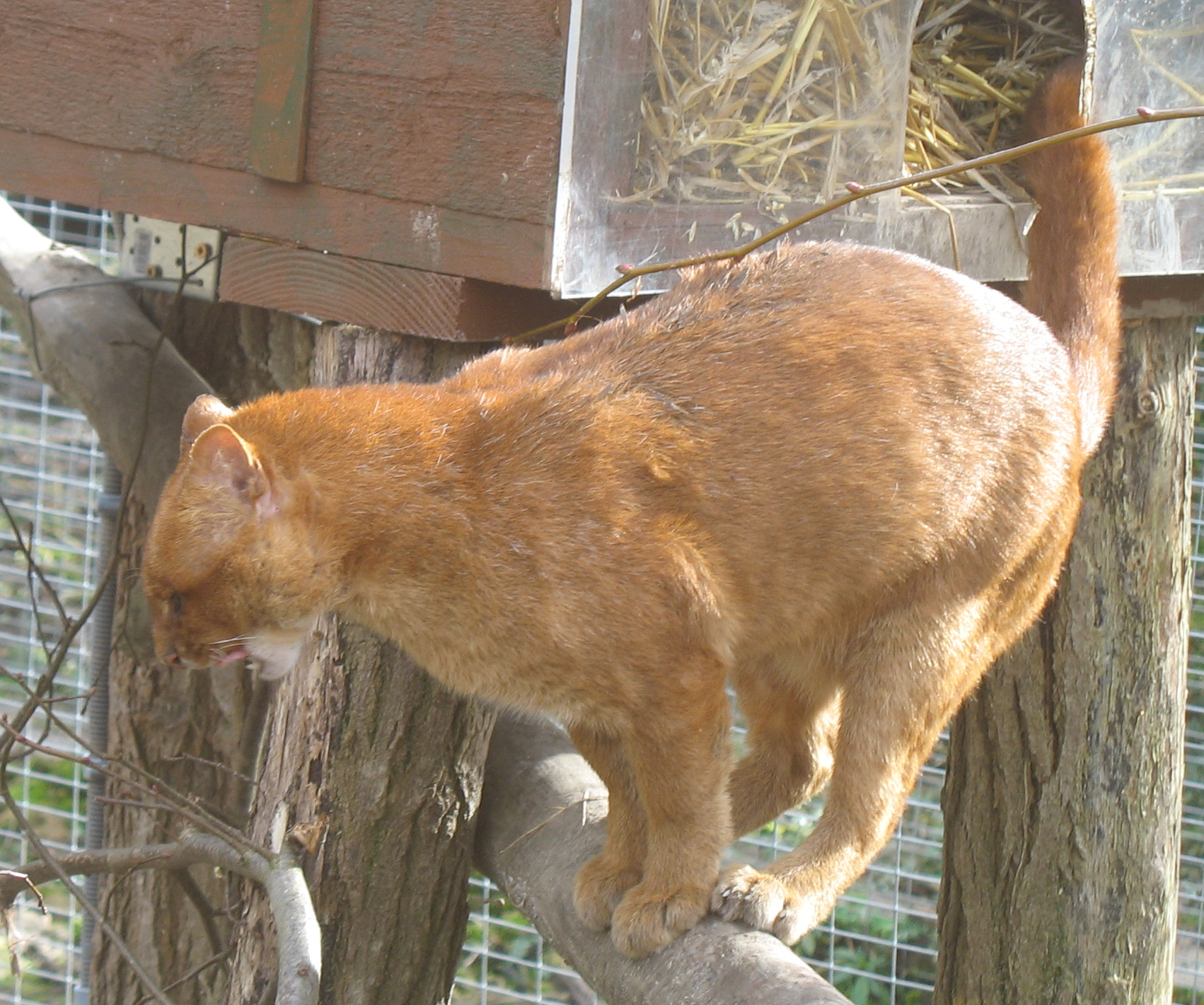
Vörös bundájú egyed a franciaországi Parc des Félins-ben
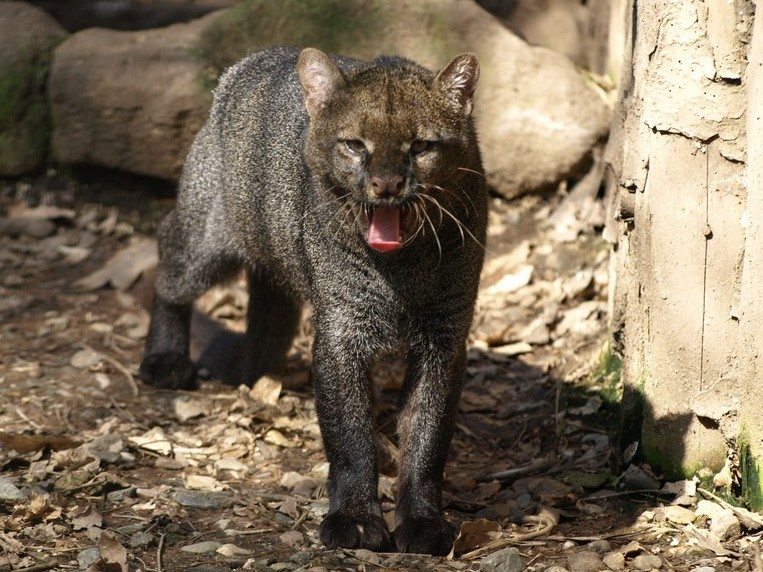
Sötétszürke bundájú egyed a csehországi Děčínben
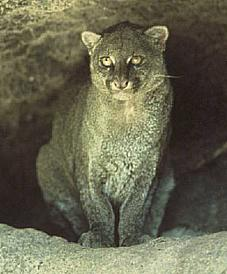
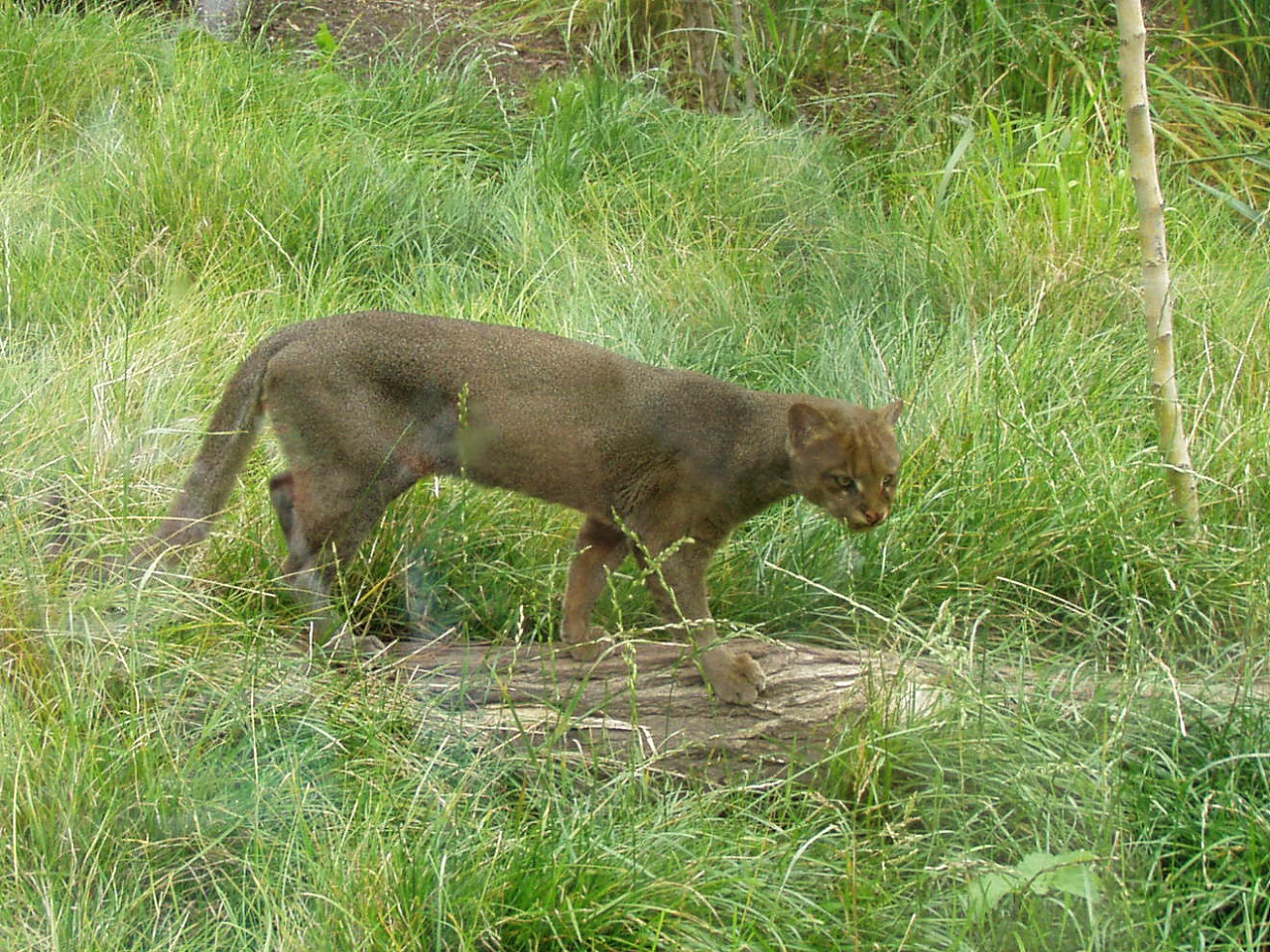